# Масальский, Юзеф
Юзеф Масальский (пол. Józef Massalski; 1800, Беличаны, Игуменский уезд, Минская губерния, Российская империя — около 1845, Устилуг, Владимир-Волынский уезд, Волынская губерния, Российская империя) — польский писатель и поэт, участник польского восстания 1830 года.
Происходил из рода Масальских, брат Эдварда Масальского. Кандидат философии. Учился в Могилёвской гимназии окончил Полоцкую иезуитскую академию (1818). Служил гувернером у Юлиуша Словацкого в Вильно. В 1823 году арестован как член тайного студенческого общества филоматов. За участие в восстании 1830 года сослан в Сибирь.
Автор повести «Яцек» (1823), сборника «Поэзия» (Вильно, т. 1-2, 1827—1828), в которых отразилась белорусская тематика, популярных басен, эпиграмм, песен, в т.л. «Ей-богу, скажу маме…», музыку к которой написал Станислав Монюшко (1842).